# Dan Viktor Andersson
Dan Viktor Andersson, född 18 november 1977 i Gullvalla i Västmanland, är en svensk artist, låtskrivare, musiker och konstnär. Dan Viktor Andersson kallar sig för Dan Viktor när han uppträder. Dan Viktor har även varit medlem i band som Idiotteatern och Spritbaletten. Han har också varit med i trallpunkbandet Hydrogenium och Gunnar Källström & Fridens Liljer, och musikerkooperativet Branschen. Dan Viktor drev även vis/punk/rockklubben Rock & Folk på Jazzhuset i Göteborg.
Sedan vintern 2013–2014 bor Dan Viktor i Hälsingland och i Stockholm.
Sedan 2005 driver DV tillsammans med studioteknikern Isak Edh studion Nacksving i Göteborg.

## Priser och utmärkelser
- 2000 – Stim-stipendium
- 2001 – LRF:s Kulturstipendium
- 2001 – Ted Gärdestadstipendiet
- 2003 – SKAP-stipendium
- 2003 – Spingo-stipendiet
- 2003 – Grammis-nominering
- 2006 – Fred Åkerström-stipendiet
- 2011 – ABF Dalarnas Litteratur-pris
- 2014 – Manifest-priset för Dan Viktor & Vägen Hem i kategorin "Visa"
- 2017 – Dan Andersson-priset

## Diskografi

### Solo
- 1999 – Wroclaw
- 2000 – På din jord
- 2002 – Det duger gott åt vanligt folk
- 2003 – Jesus för en dag
- 2006 – Mitt hjärtas monster
- 2007 – Dan Andersson sjunger Dan Andersson
- 2009 – Ett jävla liv
- 2010 – Det meningsfulla våldet
- 2013 – Dan Viktor & Vägen Hem

### Idiotteatern
- 2003 – Slarvigt men mänskligt

### Hydrogenium
- 1994 – Är du människofejs?
- 1996 – Club Albano
- 1998 – Rädd för krig

### Övriga album
(Exempel på andra artisters album och samlingsalbumsom Dan Viktor medverkar på)
- 2001 – Div. artister: Popstad 2001 Göteborg
- 2002 – Div. artister: Nacksvingligan
- 2002 – Div. artister: MCV–Visor & sånger
- 2004 – Div. artister: Rebell 10 år!
- 2007 – Div. artister: Föreningen Visan: Visfestivalen i Västervik
- 2007 – Div. artister: Sampler 2007 / Popmate, Satellite Records
- 2007 – Div. artister: Poem, Ballader & Lite Blues: Återbesöket
- 2011 – Div. artister: Världens bästa Johansson, en hyllning till Johan Johansson!
- 2012 – Dan Andersson-sällskapet: 40 Dan Andersson-tolkningar
- 2013 – Emanuel Blume: Inte riktigt än
- 2013 – Axel Sondén & Flyttfåglarna: På gatan nedanför
- 2013 – Sara Thuresson: Jag tror det är möjligt
- 2016 - medverkar på caj karlsson ”udda fågel” på plattan ”kan inte minnas”

### Som skivproducent åt andra artister
- 2003 – Loke: Vackra människor (producerad av DV och Petter Eriksson)
- 2004 – Cirkus Sol: Bra
- 2005 – Gunnar Källström & Fridens Liljer: Gunnar Källström & Fridens Liljer
- 2006 – Jarlsmark (producerad av DV och Johan Jarlsmark)
- 2006 – Ewert Ljusberg – Livs levande! : från Vilnius till Helsingborg via Leksand och Västervik
- 2006 – Gunnar Källström & Fridens Liljer: Synd & Skam
- 2007 – Gunnar Källström & Fridens Liljer: Krumsprång
- 2011 – Mika Tahvanainen: Nålkonstnärens Visor
- 2011 – KG Malm: Murardrömmar (dubbelalbum monologer & musikillustrationer)
- 2011 – Markus Hultcrantz & The Just Woke Ups: Songs & Stories
- 2012 – Gunnar Källström: Allt skägg är hö